# Jaan Valsiner

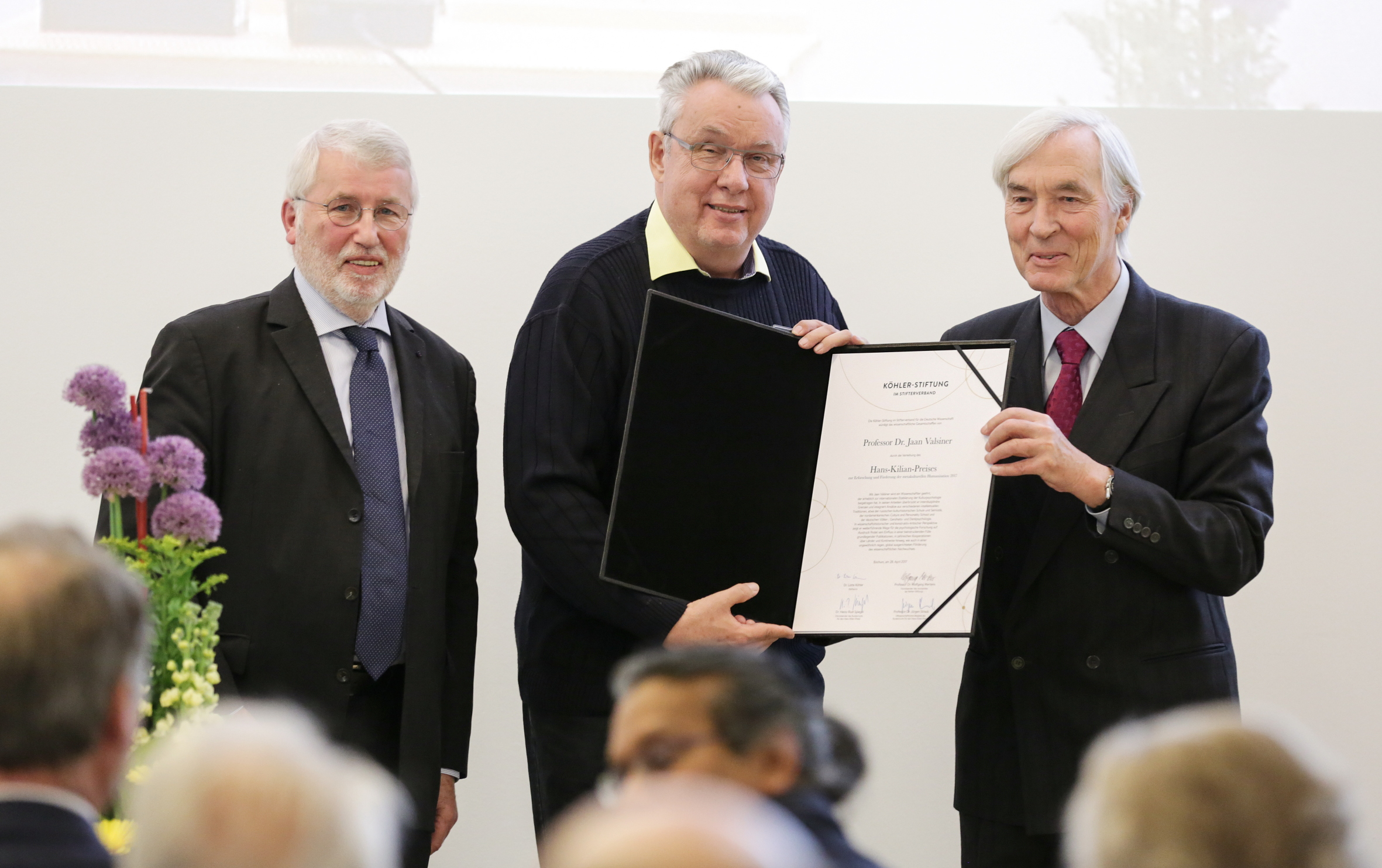
Jaan Valsiner (Mitte) bei der Verleihung des Hans-Kilian-Preises (2017)

Jaan Valsiner (* 29. Juni 1951 in Tallinn) ist ein US-amerikanischer Psychologe estnischer Abstammung, 2017 Gewinner des Hans-Kilian-Preises, ausländisches Mitglied der Estnischen Akademie der Wissenschaften.

## Leben
Von 1969 bis 1971 studierte Jaan Valsiner Englisch am Tallinner Pädagogischen Institut. Danach setzte er sein Studium an der Psychologischen Fakultät der Universität Tartu im Bereich Psycholinguistik und Kommunikation fort. 1976 verteidigte er seine These über Beziehungen zwischen physiologischen, kognitiven und interaktiven Faktoren in der frühen menschlichen Ontogenese.
Sein Aufbaustudium schloss er 1979 mit der Verteidigung einer Doktorarbeit zum Thema Mechanismen zur Erkennung von Gesichtern und Gesichtsausdrücken ab.
Nach seinem Abschluss an der Tartu State University im Jahr 1976 wechselte er an die Abteilung für Psychologie. Von April bis Oktober 1980 war er Gastprofessor und Assistenzprofessor an der Justus-Liebig-Universität in Gießen, von 1980 bis 1981 an der University of Minnesota in Minneapolis. Von 1981 bis 1997 war er Professor am Institut für Psychologie der University of North Carolina in Chapel Hill. Ab 1997 arbeitete er als Professor für Psychologie an der Clark University in Worcester, Massachusetts. Seit 2010 ist er Gast-Professor für Kulturpsychologie an der Sigmund-Freud-Universität Berlin und Wien. Seit 2013 ist er Professor für Kulturpsychologie an der Universität Aalborg in Dänemark.
Zu Beginn seiner wissenschaftlichen Arbeit beschäftigte er sich mit Entwicklungspsychologie und hauptsächlich mit der Analyse von Mutter-Kind-Kommunikationsmustern. Heute konzentriert er sich mehr auf die kulturelle Organisation und Kulturpsychologie menschlicher lebenslanger kognitiver und affektiver Prozesse. Er hat an der Geschichte der Psychologie und der Methodologie der Psychologie gearbeitet. Er interessiert sich auch für die Beziehungen zwischen Psychologie und Semiotik.
Valsiner ist seit 1988 US-amerikanischer Staatsbürger. Er war Professor für Psychologie an der Clark University. Seit 2013 arbeitet er an der Universität Aalborg in Dänemark.
Valsiner wurde am 22. Februar 2008 zum Ehrendoktor der Universität Tallinn ernannt.

## Auszeichnungen
- 1995 – Alexander von Humboldt-Forschungspreis für sozialwissenschaftliche Forschung[2]
- 1995–1997 – Fulbright Lecture Series und Research Fellowship (Arbeit in Brasilien)
- 2001 – 4. Klasse Orden des weißen Sterns
- 2008 – Ehrendoktorwürde der Universität Tallinn
- 2010 – Ehrendoktorwürde der Universität Calis del Valle, Kolumbien
- 2017 – Hans-Kilian-Preis
- 2017 – gewählt als ausländisches Mitglied der Estnischen Akademie der Wissenschaften

## Schriften (Auswahl)
- 1987 – Culture and the development of children’s action. Chichester: Wiley
- 1991 – Understanding Vygotsky. A quest for synthesis. Mit R. van der Veer. Malden: Blackwell Publishing.
- 1998 – The guided mind. Cambridge: Harvard University Press
- 2000 – The social mind: Construction of the idea. Mit R. van der Veer. New York: Cambridge University Press
- 2007 – Culture in minds and societies. New Delhi: Sage
- 2011 – „Humanitaarteaduste metodoloogia“ (kaasautor, peatükk „Kultuuripsühholoogia“). Kogumiku koostaja ja toimetaja Marek Tamm. Tallinn: Tallinna Ülikooli Kirjastus
- 2017 – Between Self and Societies. Creating Psychology in a New Key. Koostanud ja toimetanud Maaris Raudsepp. Tallinn: Tallinna Ülikooli Kirjastus

## Herausgeber
- Von 1976 bis 2008 Kommentator für Verhaltens- und Gehirnwissenschaften
- Berater des Herausgebers der Zeitschrift „Soviet Psychology“ (1988: Journal of Russian and East European Psychology)
- 1989–1995 Mitglied der Redaktion von Children’s Environment Quarterly (Hillsdale, NJ: Erlbaum)
- 1990–1999 Mitglied des Editorial Board of Early Development and Parenting (Chichester: John Wiley & Sons)
- Mitglied der Redaktion des Journal of Social Distress and Homeless (New York: Human Sciences Press) seit 1990
- Mitglied der Redaktion für Kultur und Psychologie (London: Sage Publications Ltd.) seit 1994
- Mitglied der Redaktion von Mind, Culture & Activity (Lawrence Erlbaum Associates, Publishers) und Journal of Human and Environmental Sciences (Kalkutta: Orientalisches Zentrum für Biokultur- und Umweltstudien) seit 1995
- 1997–2002 Mitglied der Redaktion der Human Development (Basel: S. Karger)
- Mitglied der Redaktion für Säuglings- und Kinderentwicklung (John Wiley & Sons, Herausgeber) und Studia Iagellonica Humani Cultus Progressus (Universität Krakau, Polen) und FQS: Forum Qualitative Sozialforschung (FU Berlin, Deutschland), 1999,
- Mitglied der Redaktion von Infancia y Aprendizaje (Salamanca, Spanien) und Estudios de Psicologia (Madrid, Spanien) seit 2001
- Mitglied der Redaktion von Psicologia: Teoria e Pesquisa (Brasilien) 2003–2005 und 2009–2011
- Seit 2001 Mitglied des Board of International Studies bei Child and Adolescent Health (Cambridge University Press)
- Mitglied des Vorstands des European Journal of School Psychology (Edizioni Carlo Amore) seit 2003
- Seit 2005 Mitherausgeber des International Journal of Dialogical Science (www.dialogical.org) und des Cadernos do Instituto de Estudios Avançados (Universität São Paulo, Brasilien)
- Mitherausgeber des International Journal of Idiographic Science 2005–2007
- Mitglied der Redaktion des Journal of Multicultural Discourses seit 2006
- Herausgeber der Integrativen Psychologischen und Verhaltenswissenschaft (Transaction Publishers, NJ und Springer, USA) seit 2007
- Seit 2008 Herausgeber des Buches „Cultural Dynamics of Social Representation“ (Routledge, London, UK) und Vorstandsmitglied der Horowitz Foundation (Princow, New Jersey)
- Mitglied der Redaktion von Theory & Psychology (Sage) seit 2009
- Mitglied der Redaktion der Psicologia Culturale (Rom: Giorgio Fireira) seit 2010